# Демоль, Дирк
Дирк Демоль (нидерл. Dirk Demol; род. 4 ноября 1959, Кюрне, провинция Западная Фландрия, Бельгия) — бельгийский профессиональный шоссейный велогонщик в 1982—1995 годах. Победитель велогонки Париж — Рубе (1988). Спортивный директор велокоманд: Astana Pro Team (2009), Lidl-Trek (2012-2018) и Katusha–Alpecin (с 2019 года).

## Достижения
1979
1-й — Этап 1 Гран-при Вильгельма Телля
3-й Вламсе Пейл 
3-й Тур Фландрии U23
1980
2-й Париж — Рубе U23
3-й Вламсе Пейл 
1981
1-й Grand Prix Waregem
1-й Deux Jours du Gaverstreek — Генеральная классификация
1-й — Этап 1
3-й Coupe Egide Schoeters
1982
7-й Кюрне — Брюссель — Кюрне
1984
3-й Омлоп ван хет Хаутланд
8-й Дварс дор Фландерен
10-й Омлоп ван хет Васланд
1985
2-й Дрёйвенкурс Оверейсе
3-й Flèche hesbignonne-Cras Avernas
7-й Delta Profronde
10-й Гран-при Денена
10-й Кюрне — Брюссель — Кюрне
1986
2-й Омлоп ван хет Хаутланд
7-й Схелдепрейс
9-й Омлоп ван хет Васланд
1987
1-й Grand Prix Briek Schotte
1-й Stadsprijs Geraardsbergen
2-й Wingene Koers
2-й Чемпионат Фландрии
3-й Кюрне — Брюссель — Кюрне
1988
1-й Париж — Рубе
3-й Гран-при Фурми
4-й Гран-при Денена
1990
1-й Три дня Западной Фландрии
5-й Tour de Vendée
6-й Кюрне — Брюссель — Кюрне
1991
9-й Три дня Западной Фландрии

## Статистика выступлений

### Гранд-туры
| Гранд-тур                 | 1985 | 1986 | 1987 | 1988 |
| ------------------------- | ---- | ---- | ---- | ---- |
| Джиро д’Италия            | —    | —    | —    | —    |
| Тур де Франс              | НФ   | —    | —    | 149  |
| (c 2010 ) Вуэльта Испании | —    | НФ   | —    | —    |

| —  | Не участвовал  |
| НФ | Не финишировал |